# Iňačovce
Iňačovce jsou obec na Slovensku, v okrese Michalovce v Košickém kraji. V roce 2011 zde žilo 751 obyvatel.

## Poloha
Obec se nachází v Iňačovské tabuli podcelku Východoslovenské nížiny. Západní část území je odlesněná, východní část, která je tvořena náplavami Čierné vody, tvoří mokřady a rybniční soustava zahrnutá do Chráněného ptačího území Senianske rybníky. Nadmořská výška se pohybuje v rozmezí 100 až 104 m n. m., střed obce se nachází ve výšce 103 m. Vesnice je vzdálená od hlavního města Bratislavy 473 km, krajského města Košice 73 km a okresního města Michalovce 12,8 km, sousedí se sedmi obcemi: Čečehov, Hažín, Jastrabie pri Michalovciach, Senné, Zemplínska Široká, Blatné Remety a Blatná Polianka.

## Památky
- Řeckokatolický kostel Zesnutí Přesvaté Bohorodičky ze začátku 19. století (kolem roku 1800), postavený v barokně-klasicistním slohu. V období 1911–1912 byl obnoven, během druhé světové války byl poškozen a následně opraven.[7]
- Reformovaný kostel z roku 1912 postaven v neoklasicistním slohu.
- Iňačovská vahadlová studna, která byla postavená před rokem 1900. V roce 2008 studna prošla rekonstrukcí.[8]